# Loïg Chesnais-Girard
Pour les articles homonymes, voir Chesnais et Girard (patronyme).
Loïg Chesnais-Girard, né le 25 mars 1977 à Lannion (Côtes-d'Armor), est un homme politique français. Ancien membre du Parti socialiste, il est maire de Liffré de 2008 à 2017 et président du conseil régional de Bretagne depuis 2017.

## Situation personnelle

### Famille
Loïg Chesnais-Girard naît le 25 mars 1977 à Lannion, dans les Côtes-d'Armor. Il vit ses premières années à Trébeurden, puis ses parents se séparent : Loïg et sa sœur quittent les racines costarmoricaines pour s'installer à Liffré. « Ma mère nous a élevés seule. Elle était secrétaire médicale. Je suis un enfant de la garderie du matin, de la garderie du soir, du centre loisirs... J'ai aussi été éduqué par la collectivité. »
Il est pacsé et a deux enfants.

### Études et carrière professionnelle
Après un bac scientifique en 1996, Loïg Chesnais-Girard poursuit ses études à la faculté de sciences économiques de Rennes. Il est diplômé d'un DESS de finance d’entreprise à l’université de Rennes 1. Il commence sa carrière professionnelle au Crédit lyonnais en 2002 en tant que gestionnaire de clientèle à la direction régionale entreprises Bretagne. Il y assumera plusieurs postes avant de se mettre en disponibilité en 2010, au lendemain de son élection au sein du conseil régional de Bretagne, dans l’équipe de Jean-Yves Le Drian. Loïg Chesnais-Girard est toujours à ce jour salarié de LCL, en disponibilité.

## Parcours politique

### Débuts en politique et maire de Liffré
Issu du monde associatif, président d'une association de jeunes de sa commune, Loïg Chesnais-Girard intègre la liste de Clément Théaudin et est élu pour la première fois en 1995, à 18 ans, au sein du conseil municipal de Liffré.
Il adhère au Parti socialiste en 1997.
De 2002 à 2008 il effectuera un deuxième mandat de conseil municipal en tant qu'adjoint au maire de Liffré, chargé de l'urbanisme et du développement économique.
En 2008, il est élu maire de Liffré, réélu en 2014. Il deviendra par la suite également président de la Communauté de Communes du Pays de Liffré.

### Conseiller régional de Bretagne
Des relations s'établissent entre Loïg Chesnais-Girard et le président du Conseil régional, Jean-Yves Le Drian, à Tokyo en 2009. Comme il y a une importante usine Canon à Liffré, Loïg Chesnais-Girard accompagne au Japon une délégation régionale qui doit notamment rencontrer des dirigeants de la multinationale. 
Engagé sur la liste de Le Drian lors des élections de 2010 il est élu conseiller régional de Bretagne. Le président de région en fait alors son conseiller sur les questions économiques.
En 2012 Pierrick Massiot devient président du Conseil régional de Bretagne, successeur de Jean-Yves Le Drian devenu ministre de la Défense. Loïg Chesnais-Girard en sera le vice-président, chargé de l'économie et de l'innovation.

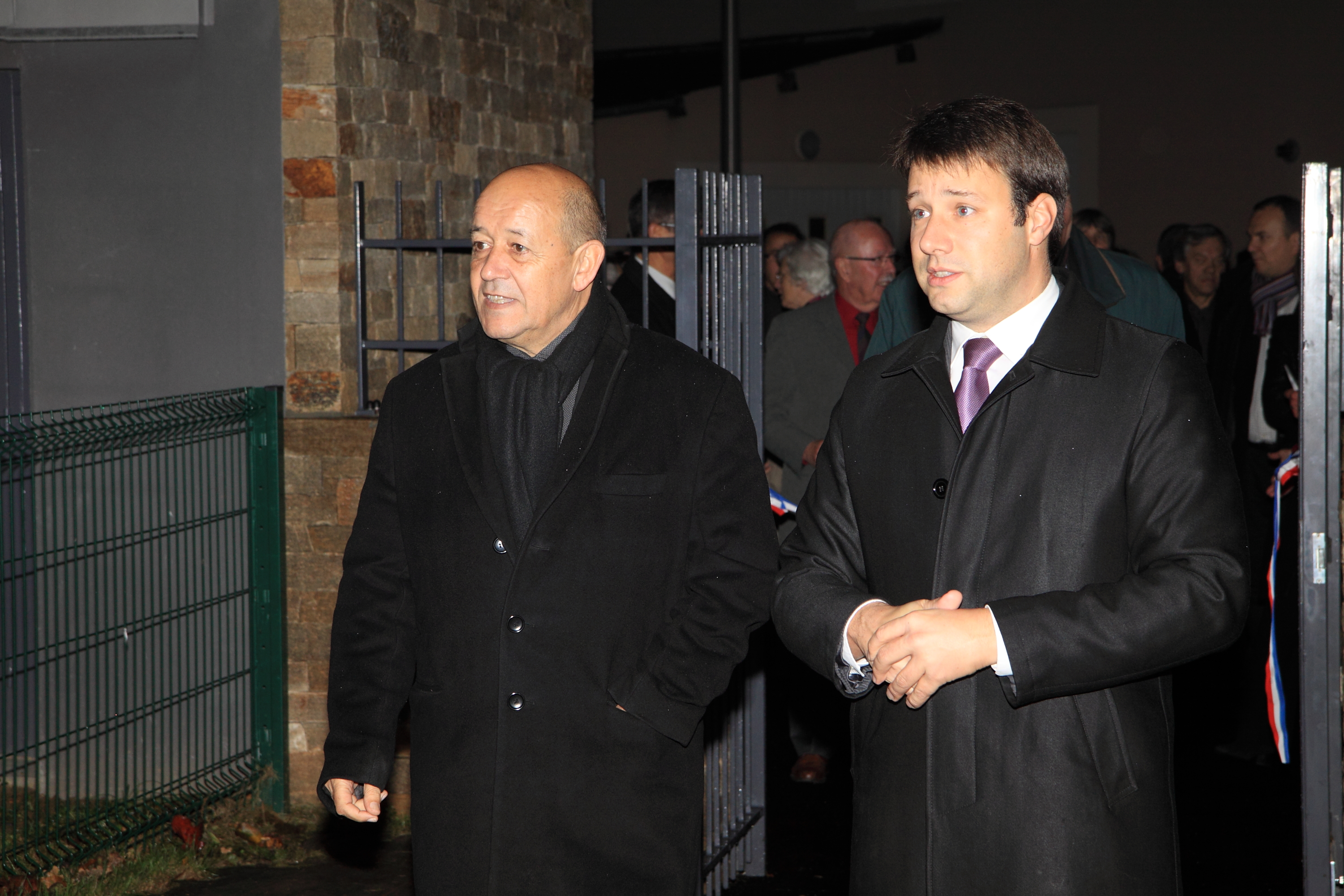
Loïg Chesnais-Girard et Jean-Yves Le Drian en 2011.

À l'occasion des élections régionales de 2015, il est directeur de campagne de Jean-Yves Le Drian, entre-temps devenu ministre de la Défense. Retenu au sein de son ministère notamment en raison de la menace terroriste élevée, Le Drian fait peu campagne et Loïg Chesnais-Girard le représente régulièrement sur le terrain et dans les médias,.
Jean-Yves Le Drian est largement réélu et nomme Loïg Chesnais-Girard, 1er vice-président du Conseil régional chargé de l'économie, l'innovation et l'attractivité. Jean-Yves Le Drian étant maintenu au ministère de la Défense de 2015 à 2017 par le président de la République, François Hollande, Loïg Chesnais-Girard est chargé de la gestion quotidienne des dossiers régionaux en lien avec le président de région. Nommé ministre de l'Europe et des Affaires étrangères dans le gouvernement d’Édouard Philippe, Jean-Yves Le Drian annonce qu'il démissionne de ses fonctions de président de région le 2 juin 2017. Loïg Chesnais-Girard est désigné pour être le candidat du groupe majoritaire (Alliance progressiste des socialistes et démocrates de Bretagne, Radicaux de gauche, communistes et progressistes, régionalistes) et est élu président lors de la session plénière le 22 juin 2017,.

### Président du conseil régional de Bretagne
Élu président en juin 2017, à la tête d'une majorité qu'il qualifie de composite, Loïg Chesnais-Girard se déclare appartenir à une gauche de progrès, européenne et décentralisatrice. « Mon choix politique, c'est de favoriser l'engagement, l'initiative, l'innovation qui, avec la solidarité et la redistribution, permettent la quête permanente du progrès social. »
Il nomme un premier vice-président à la culture et à la démocratie, Jean-Michel Le Boulanger, et annonce fin 2017 une sanctuarisation du budget de la culture pour l'ensemble de son mandat.

Les trois priorités affirmées par Loïg Chesnais-Girard seraient la préservation de l'eau, des espaces naturels et des terres agricoles, l'engagement du conseil régional pour développer toutes les solutions de mobilités pour les bretonnes et bretons et enfin l'alimentation et le bien-manger pour tous. « On doit faire en sorte de devenir un leader en Europe du bien-manger, être dans le premium de ce qui se fait de mieux. Nous en avons la capacité, comme nous avons su relever le défi des algues vertes ».

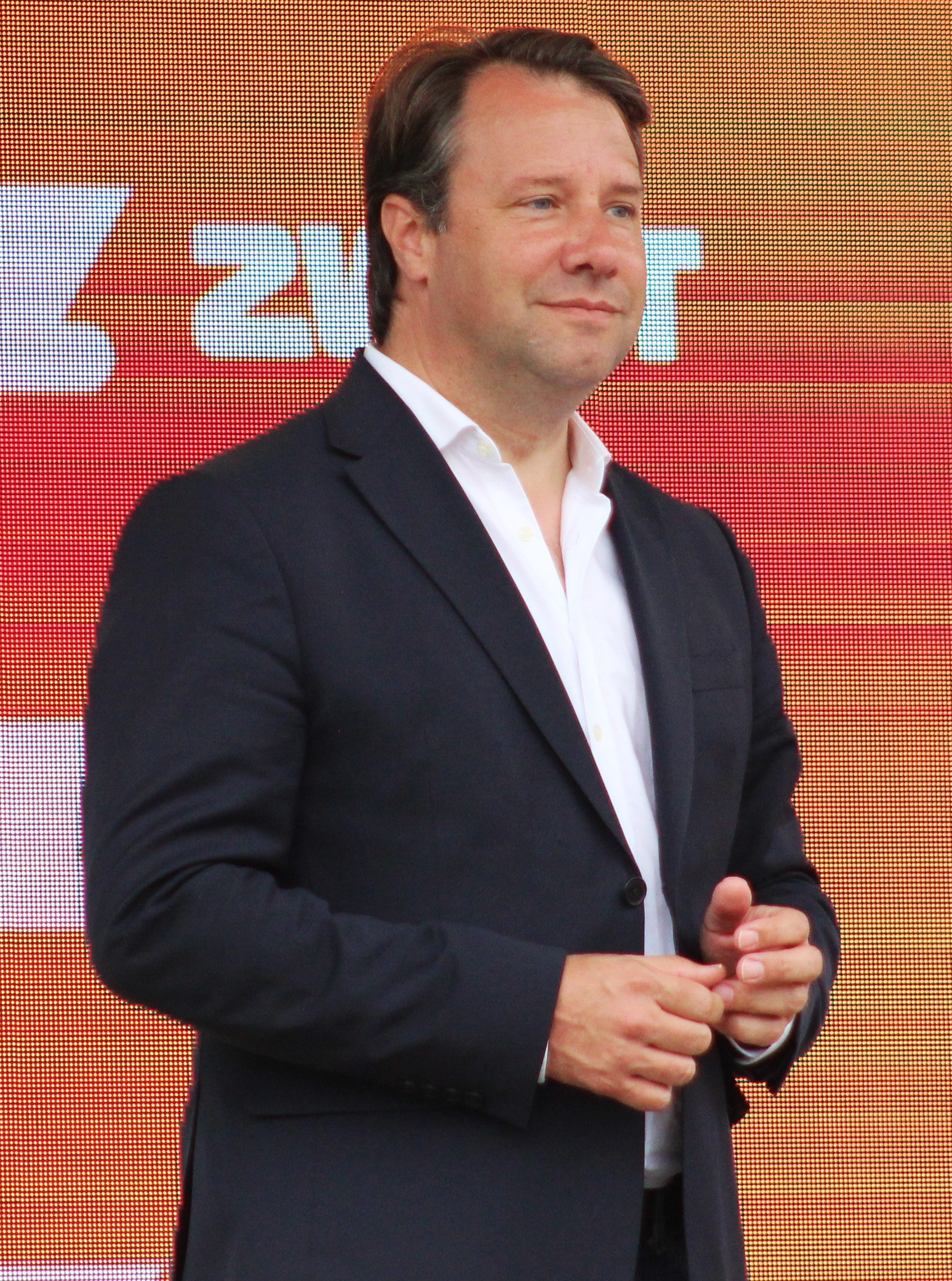
Loïg Chesnais-Girard en 2025.

Impliqué sur les sujets de l'agriculture et l'agro-alimentaire, il désire engager des actions au conseil régional afin de poursuivre le basculement de l'ensemble des systèmes vers l'agroécologie et la recherche de l'autonomie alimentaire de la France et de l'Union européenne.
Président du syndicat Mégalis, qui rassemble région, départements et intercommunalités de Bretagne, il décide d'accélérer le déploiement de la fibre optique en Bretagne en signant un marché de conception-réalisation de près d'un milliard d'euros au printemps 2019 afin de réaliser le million de prises encore à construire. L'objectif est de terminer ce réseau public, ouvert à tous les opérateurs, en 2026 au lieu de 2030, année initialement prévue.
Il intègre le Comité des Régions de l'Union européenne le 11 février 2020, inscrit dans le groupe PSE.

#### Réélection juillet 2021
Le 4 mai 2021 à Trébeurden Loïg Chesnais-Girard déclare sa candidature aux élections régionales de 2021.

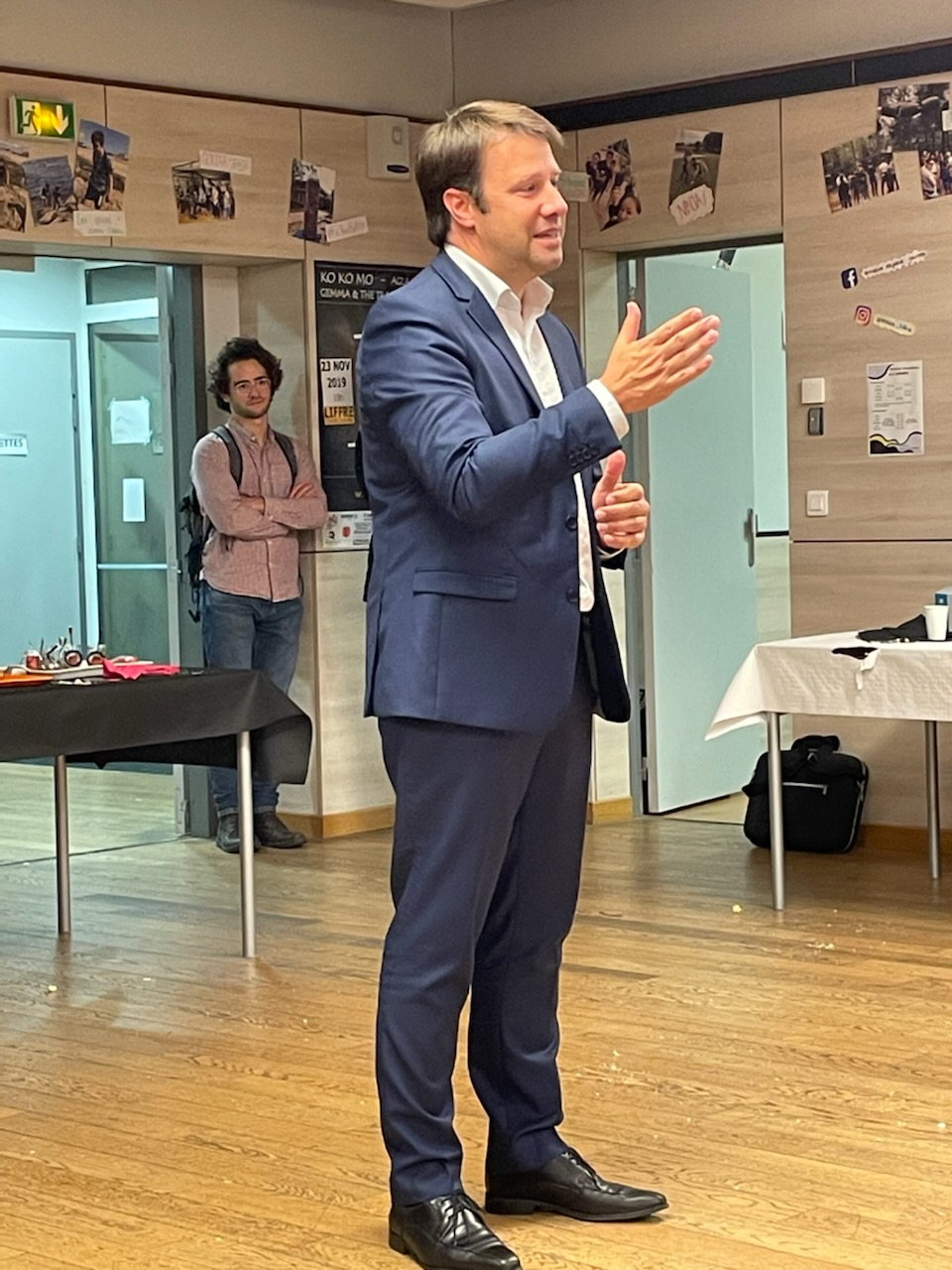
Loïg Chesnais-Girard, le soir de la victoire, à Liffré, en juin 2021.

Après une campagne où 13 listes s'affrontent, la liste menée par Loïg Chesnais-Girard sort en tête au 1er tour le 20 juin 2021 avec 20,95 %. Entre les deux tours sa liste fusionne avec la liste écologiste indépendante menée par Daniel Cueff. Le deuxième tour le 27 juin 2021 confirme la dynamique et place la liste de Loïg Chesnais-Girard en tête, avec 29,84 % des voix, dans une quinquangulaire inédite en Bretagne. Il est réélu président du Conseil régional de Bretagne le 2 juillet 2021.

#### Deuxième mandat
Dans la dynamique de cette élection sera créé le Souffle Breton, un mouvement visant à apporter un regard et des réponses issus du terrain, des bassins de vie, depuis les métropoles jusqu'aux plus petites communes, et ainsi contribuer à bâtir une société apaisée, solidaire, inclusive et durable.
En septembre 2023, Loïg Chesnais-Girard remet un rapport transpartisan d'élus du Conseil régional à la Première ministre Élisabeth Borne pour plus d'autonomie de la Bretagne, donnant plus de capacités à agir aux pouvoirs locaux pour répondre aux attentes des citoyens.
Dans un contexte budgétaire tendu il poursuit le principe posé en 2017 lors de son premier mandat de maintien du budget de la culture, et il ajoute à ce principe la préservation des budgets du sport et des langues régionales
. Il affirme que ce choix est guidé par la nécessité de préserver ce qui fait l'âme bretonne, favorise la cohésion sociale et renforce la qualité de vie. "Il faut affirmer cette ligne pour que les bénévoles restent engagés et que les salariés de ces structures ne soient pas plongés dans l’inquiétude."

### Parti socialiste
Loïg Chesnais-Girard adhère au Parti socialiste en 1997, membre de la section locale de Liffré.
En avril 2022, il s'oppose aux négociations entre le Parti socialiste et La France insoumise en vue de définir des candidatures communes pour les élections législatives de 2022, puis quitte le Parti socialiste. En juin 2022, alors que les législatives placent le Président de la République en situation de majorité relative, il plaide dans une tribune pour rejeter la stratégie du blocage au profit du compromis pour faire avancer le pays. « Prenons nos responsabilités, menons des compromis, mais sans compromission. Assumons de faire avancer des choses, y compris avec une majorité dans laquelle on ne se retrouve pas. Les Français ont aimé les cohabitations. Ils trouveront ce même goût du compromis et de la mesure dans la majorité relative. »
Aux universités de rentrée 2023 du PS en Bretagne, à Morlaix, il explique les raisons de son départ, affirmant avoir « quitté le PS car l’alliance avec un parti eurosceptique m’était impensable. Insupportable. Je n’ai pas pu mettre cela de côté ». Se déclarant « socialiste apatride », il rappelle que malgré les désaccords il n'oublie pas quelle est sa famille, et que « l’objectif est de retrouver, ensemble, des énergies pour avoir la capacité de gagner la France ». Il appelle enfin à une liste sociale-démocrate large en vue des européennes de 2024.
A Bruxelles Loïg Chesnais-Girard siège dans le groupe du Parti socialiste européen au titre de son mandat au comité européen des régions.

## Détail des mandats et fonctions
- Conseiller municipal de Liffré depuis 1995
- Maire de Liffré de 2008 à 2017
- Président de Liffré-Cormier Communauté de 2008 à 2020
- Conseiller régional de Bretagne depuis 2010
- Vice-président du conseil régional de Bretagne de 2012 à 2017
- Président du conseil régional de Bretagne depuis 2017

## Distinctions
- Officier de l'ordre national du Mérite [25]
- Chevalier de l'ordre des Palmes académiques (2023)
- Officier de l'ordre du Mérite agricole (2025)[26]

## Publication
- Loïg Chesnais-Girard, Le souffle breton, une région pour la République, Locus Solus, novembre 2020, 128 p. (ISBN 978-2-36833-316-7)